# Художня галерея Квінсленду

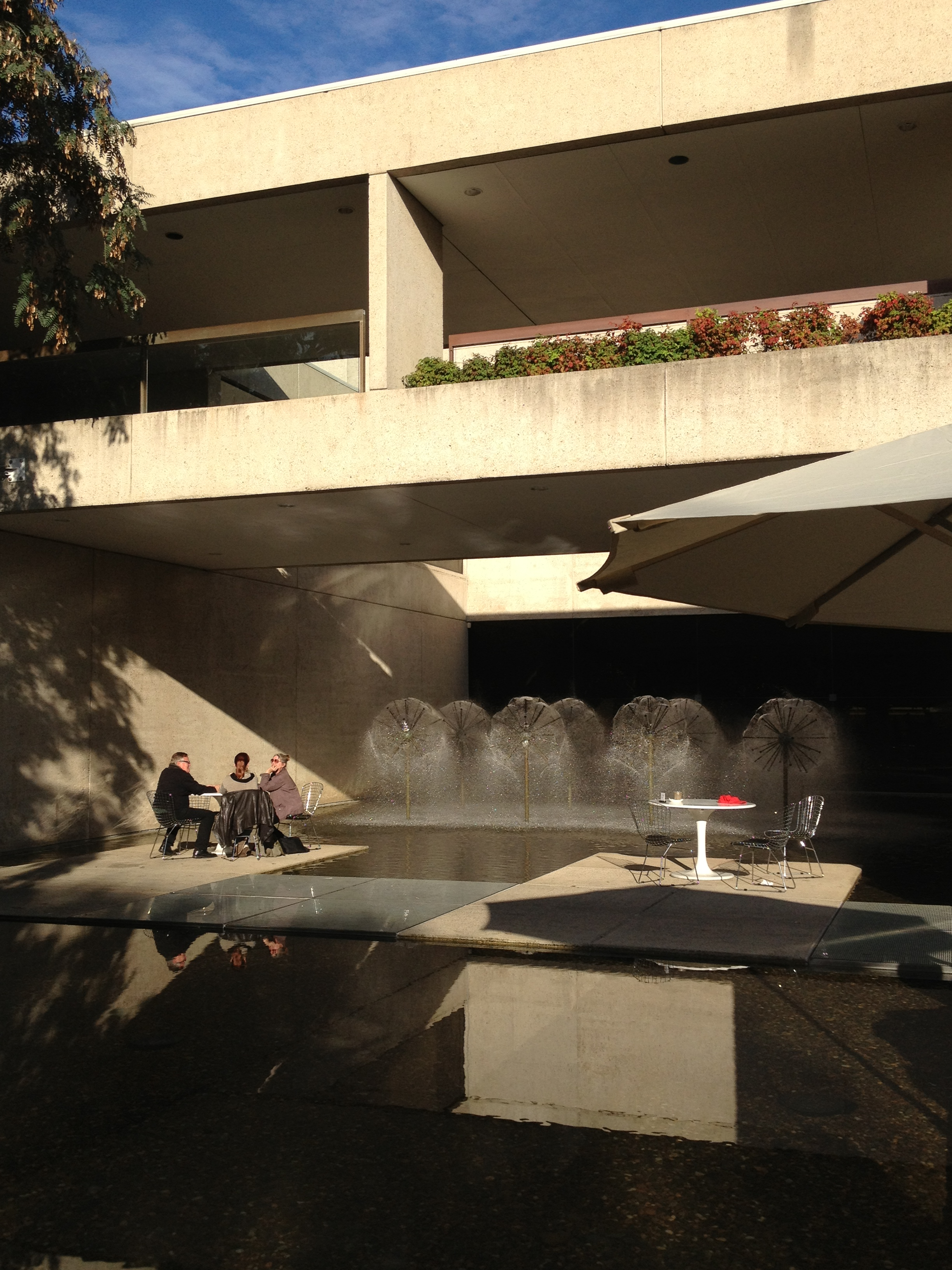
Кафе

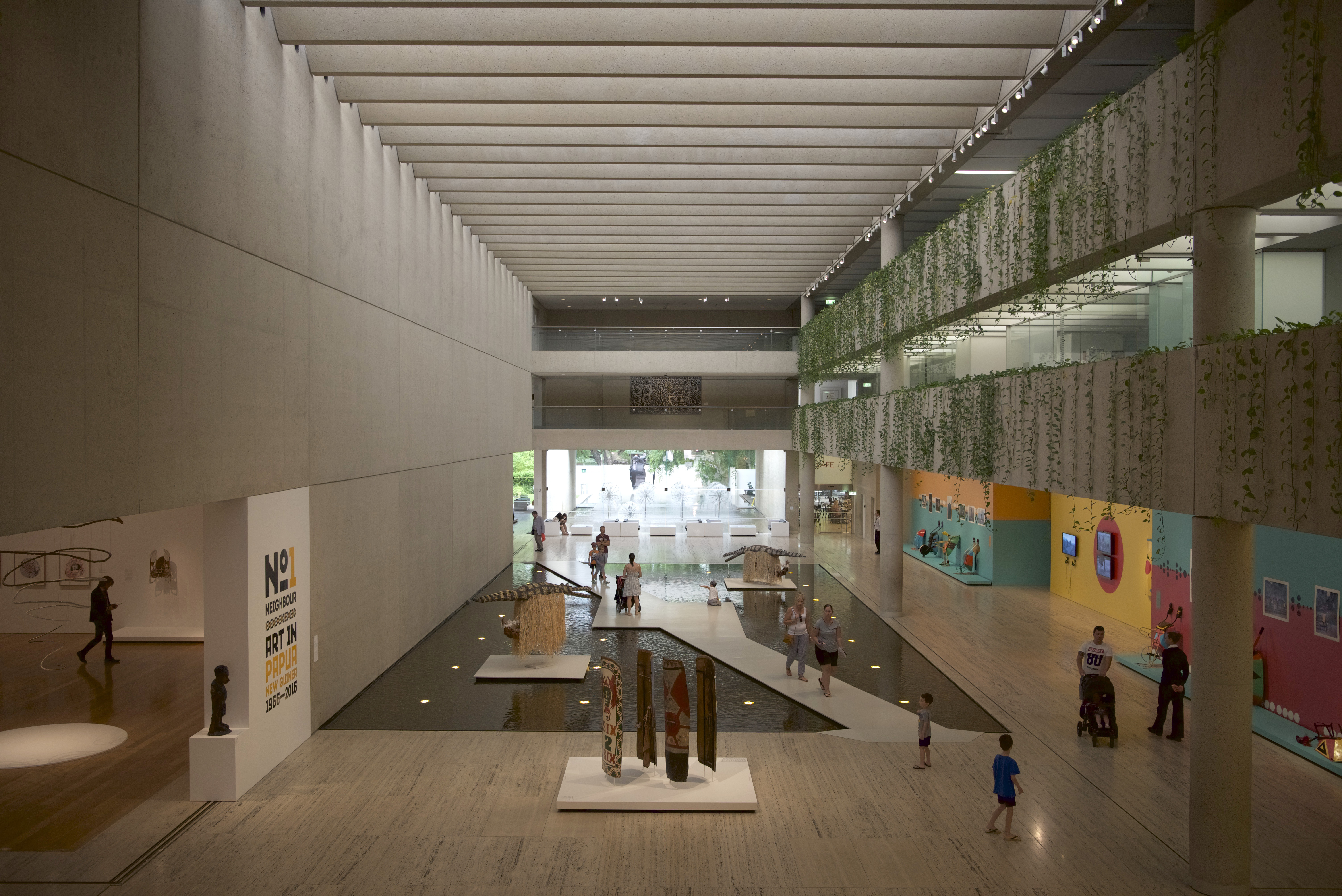
Атріум музею

Художня галерея Квінсленда (англ. Queensland Art Gallery (QAG)) — картинна галерея, розташована у місті Брисбен (штат Квінсленд, Австралія). Вхід до галереї вільний.

## Історія
Галерея була створена 1895 року як Національна галерея мистецтв Квінсленда. Протягом своєї ранньої історії галерея розміщувалася в різних тимчасових приміщеннях і не мала свого будинку до 1982 року, коли за проектом архітектора Робіна Гібсона на південному березі річки Брисбен була побудована спеціальна будівля музею, що стала першою чергою монументального Культурного центру Квінсленда.

## Галерея вибраних експонатів

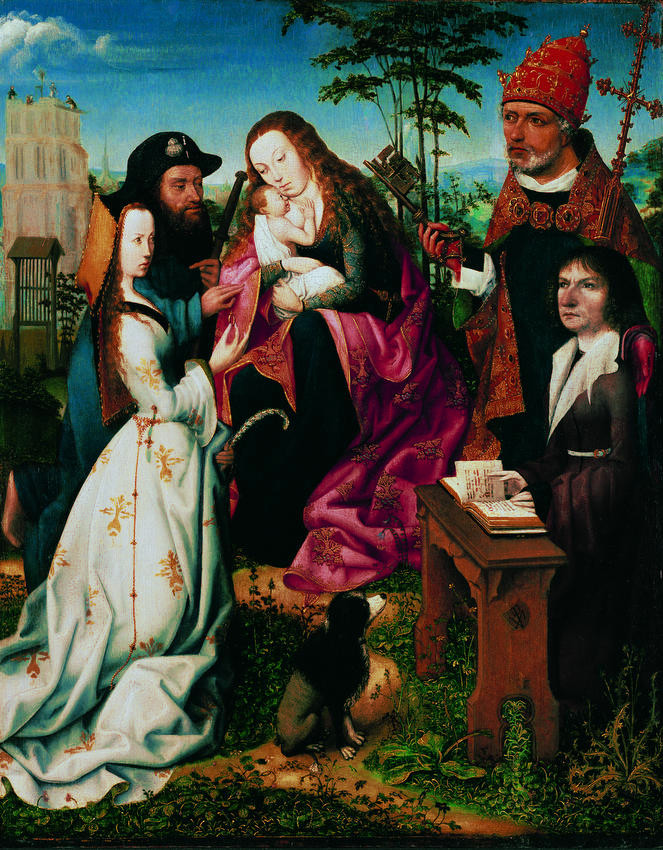
Майстер з Франкфурта, «Мадонна з немовлям і святими», бл.1460-1533
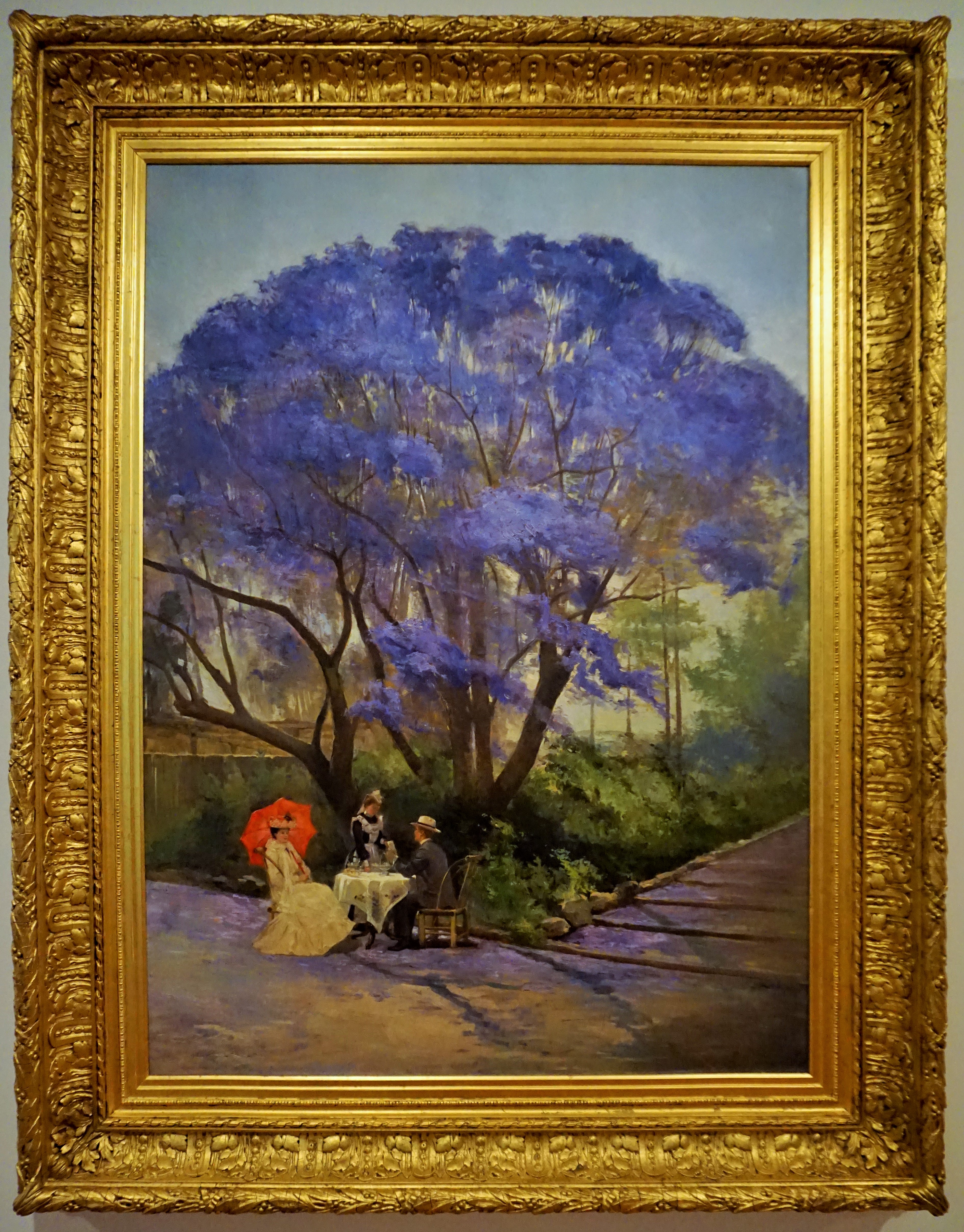
Річард Годфрі Ріверс, «Під джакарандою», 1903
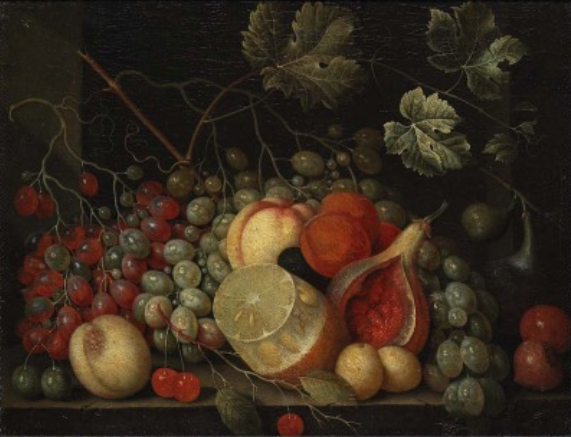
Корнеліс де Брієр, «Натюрморт», 1652—1658
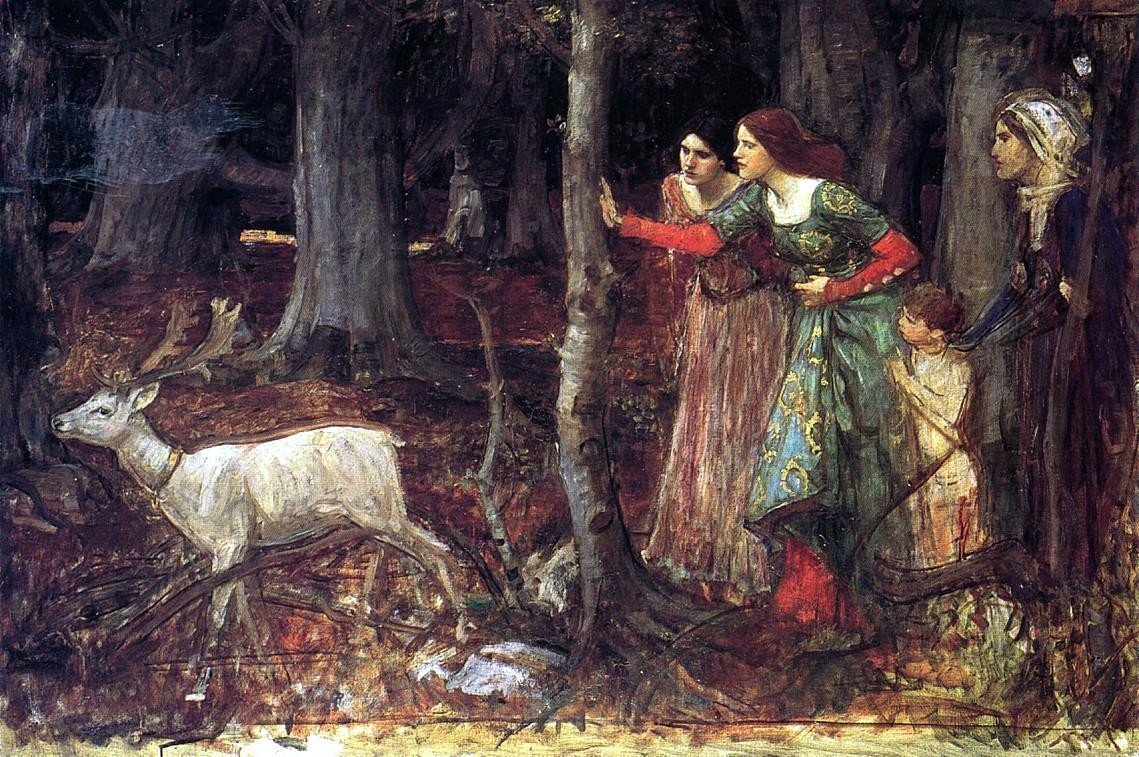
Джон Вільям Вотергаус, «Містичний ліс», 1914—1917
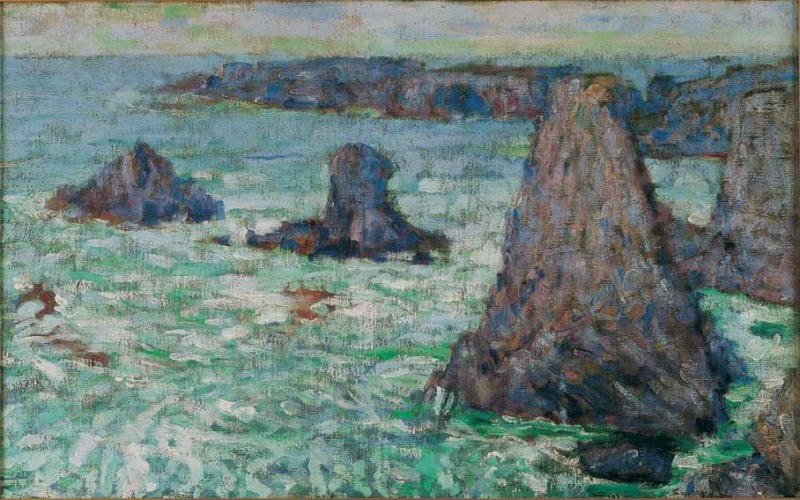
Джон Пітер Рассел, «Бель-Іль», 1890
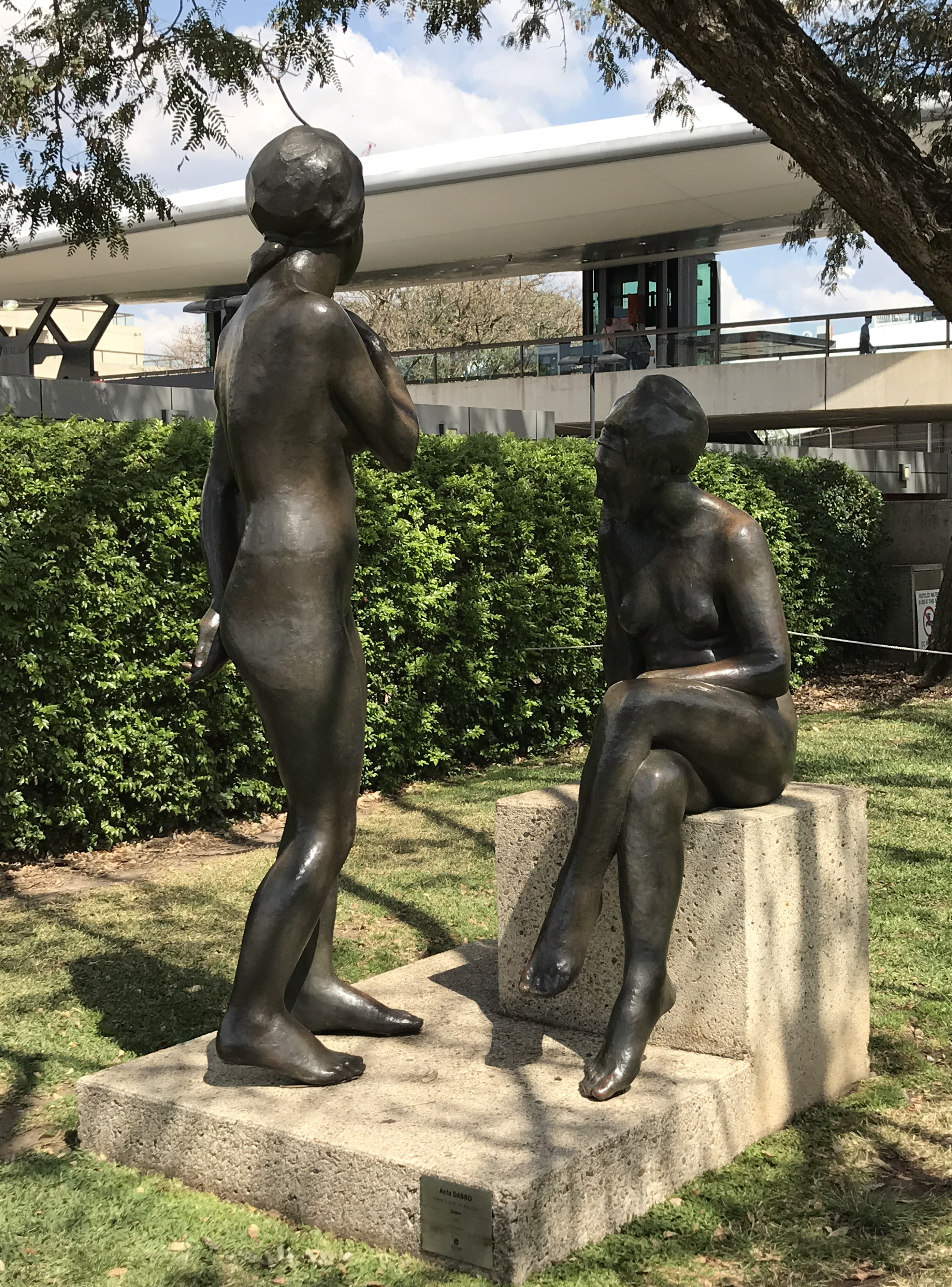
Анте Дабро,«Сестри», 1985